# Paederus brevipennis
Paederus brevipennis är en skalbaggsart som beskrevs av Lacordaire 1835. Paederus brevipennis ingår i släktet Paederus, och familjen kortvingar. Arten har ej påträffats i Sverige.